# Hans Drakenberg
Hans Drakenberg (Stoccolma, 4 febbraio 1901 – Malmö, 1º novembre 1982) è stato uno schermidore svedese, vincitore di una medaglia d'argento nella scherma ai giochi olimpici.